# Xiong Zhaoren
Xiong Zhaoren (en chino, 熊兆仁; Yongding, febrero de 1912 – Fuzhou, 7 de abril de 2019) fue un oficial militar comunista chino que luchó en la guerra civil china y la segunda guerra sino-japonesa. Su papel en la campaña del cruce del Yangtsé de 1949 se adaptó a la película de 1954 Reconocimiento a través del Yangtze dirigida por Tang Xiaodan y protagonizada por Sun Daolin. En 1955, se le concedió el rango de mayor general y se desempeñó como subjefe de Estado Mayor de la Región Militar en Fuzhou. Vivió hasta los 107 años, siendo el general más longevo de los inicios de la República Popular China.

## Biografía

### Infancia y juventud
Xiong nació en febrero de 1912 en Yongding, en la provincia de Fujian (República de China). Se alistó en el Ejército Popular de Liberación en 1929, se unió a la Liga de la Juventud Comunista de China en 1931 y se convirtió en miembro del Partido Comunista de China en 1933. Después de que el Ejército Popular de Liberación emprendió la Larga Marcha hacia Yan'an en el norte de China, Xiong permaneció en el sur y libró una guerra de guerrillas contra el gobierno del Kuomintang durante tres años.
La guerra civil china se suspendió, temporalmente, con la invasión de Japón en 1937, Xiong se unió al Nuevo Cuarto Ejército comunista y luchó en la guerra de resistencia contra Japón. Comenzó como comandante de una compañía en el 4.º Regimiento del ejército, ascendió de rango hasta convertirse en comisario de batallón, jefe de Estado Mayor del recién creado 3.º Regimiento, comisario político del 47.º Regimiento y subcomandante del Tercer Subdistrito Militar de Jiangsu (Distrito militar de Zhejiang).
Después de la rendición de Japón en 1945, pronto se reanudó la guerra civil china. Durante la segunda fase de la guerra, Xiong se desempeñó como comandante de la región fronteriza de Jiangsu-Zhejiang-Anhui y más tarde como subcomandante del Distrito Militar del Sur de Anhui. Sus fuerzas jugaron un papel importante en la campaña del cruce del Yangtsé de 1949.

### República Popular de China
Después de la fundación de la República Popular China en 1949, Xiong se desempeñó como subcomandante del Distrito Militar del Norte de Anhui, jefe de Estado Mayor de un cuerpo del ejército y subjefe de estado mayor del Distrito Militar de Fujian. Recibió el rango de mayor general en 1955, cuando la República Popular China restituyó el sistema de rangos militares a sus generales fundadores, y sirvió como subjefe de Estado Mayor de la Región Militar de Fuzhou de 1959 a 1966. Desapareció de la vida pública durante la Revolución Cultural (1966-1976). En 1977 volvió a la vida pública, volvió a desempeñarse como subjefe de Estado Mayor de la Región Militar de Fuzhou de 1980 a 1982.
Después de que Xiong se jubilara en 1983, presionó repetidamente al gobierno nacional para que invirtiera en infraestructura en las zonas más pobres del oeste de Fujian y ayudó a obtener la aprobación para la construcción del ferrocarril Meizhou-Kanshi (梅坎铁路) y el ferrocarril Ganzhou-Longyan en la región.
En febrero de 2019, cuando Xiong celebró su cumpleaños número 107 (el 108 según el cálculo de la edad en Asia Oriental), se había convertido en el general fundador de China más longevo. Murió en el Hospital n.º 900 de la Fuerza Conjunta de Apoyo Logístico del EPL en Fuzhou el 7 de abril de 2019.

## Legado
El papel de Xiong en la campaña del cruce del Yangtsé de 1949 se conmemora en la película china de 1954 Reconocimiento a través del Yangtsé (渡江侦察记), dirigida por Tang Xiaodan y protagonizada por Sun Daolin. En la película Xiong representa el prototipo del líder de la unidad del Ejército Popular de Liberación glorificado en la película, que se convirtió en un gran éxito en los años cincuenta. Ganó el premio a la Mejor Película del gobierno chino en 1957 y fue rehecha en color durante la Revolución Cultural.